# Luci Cassi Longí (governador)
Luci Cassi Longí (en llatí Lucius Cassius Longinus) va ser un magistrat romà. Formava part de la gens Càssia, de la branca dels Cassi Longí. Era fill de Luci Cassi Longí, tribú de la plebs l'any 44 aC.
Va servir amb el seu oncle Gai Cassi Longí, que l'any 43 aC quan va anar a trobar a Brut a l'Àsia, li va delegar el govern de la província de Síria, i li va deixar una legió. Més tard es va reunir amb el seu oncle i va morir en la batalla de Filipos.